# Gavialimimus
Gavialimimus (imitador de gavial) es un género extinto de lagarto acuático perteneciente a la familia de los mosasáuridos, que vivió durante el Maastrichtiense de Marruecos. 
El holotipo MHNM.KHG.1231 consta de un cráneo articulado, además de elementos vertebrales y el húmero derecho. Todos los elementos proceden de la parte superior del Couche III de la Cuenca Oulad Abdoun, al norte de Marruecos.
La etimología de este género significa "imitador de gavial", con el prefijo griego -mimus. El nombre del género hace referencia a la convergencia entre el Gavialimimus y la especie existente Gavialis gangeticus donde ambos poseen un hocico alargado y delgado, así como dientes intercalados. Se le atribuye a Gavialimimus el ocupar el nicho ecológico de un depredador piscívoro de gran tamaño. De esta manera, lograba coexistir con otras grandes especies de mosasaurios que vivían en la misma zona.